# Pentti Holappa

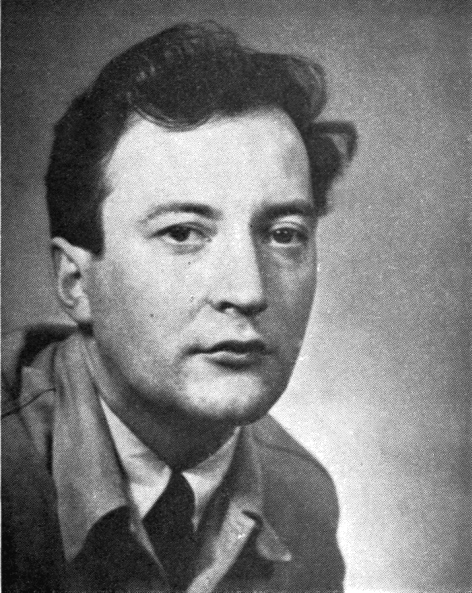
Pentti Holappa vào cuối những năm 1950

Pentti Vihtori Holappa (11 tháng 8 năm 1927 – 10 tháng 10 năm 2017) là một nhà thơ, nhà văn và chính khách Phần Lan. Sinh ra ở Ylikiiminki trong một gia đình tương đối nghèo, có phương tiện khiêm tốn, anh đã nắm giữ nhiều công việc trước khi trở thành một nhà báo chính trị và cuối cùng nhận được một chức vụ trong chính phủ.  Ông tự học, nhưng đã sản xuất khoảng mười lăm tập thơ, cũng như một số tiểu thuyết và tiểu luận. Ông cũng làm việc như một dịch giả; trong số các nhà thơ và tác giả có tác phẩm ông dịch sang tiếng Phần Lan là Charles Baudelaire, Pierre Reverdy và J. M. G. Le Clézio. Ông đã nhận được giải thưởng Phần Lan năm 1998 cho cuốn tiểu thuyết Ystävän muotokuva: Portrait of a Friend.
Từ tháng 2 đến tháng 10 năm 1972, Holappa là Bộ trưởng Bộ Văn hóa và Giáo dục trong Nội các Paasio II đại diện cho Đảng Dân chủ Xã hội Phần Lan.

## Tiểu sử
- Long Words: Poems 1950–1994 (1997)
- Ystävän muotokuva: Portrait of a Friend